# هيني تابيكا
هيني تابيكا (بالإنجليزية: Hine- i -Tapeka)‏ ربة النار البولينيزية في الأرض.